# Путтгарден
Путтгарден (нім. Puttgarden) — невеликий населений пункт та важливий сухопутно-морський транспортний вузол на півночі острова Фемарн федеральної землі Шлезвіг-Гольштейн.
Відомий завдяки терміналу залізнично-автомобільної поромної переправи Путтгарден-Редбі через протоку Фемарн-бельт Балтійського моря до Данії, у порт Редбі на острові Лолланн. Довжина переправи становить 18 км. Лінія виконується поромами компанії Scandlines. Тривалість переходу становить 45 хв.
Залізничний поромний термінал був збудований у 1961-63 році, одночасно з Фемарнзундським мостом до півострова Вагрія. Після будівництва Моста Великий Бельт з залізничним тунелем у 1998 році, використання переправи Путтгарден-Редбі залізничним транспортом зменшилося. На сьогодні збереглося лише пасажирське сполучення.
Через поромну переправу пролягає маршрут данськіх потягів серії IC3 сполученням Копенгаген — Любек — Гамбург та німецьких потягів серії ICE сполученням Берлін — Гамбург — Любек — Копенгаген та Мюнхен — Гамбург — Любек — Копенгаген.
Урядами Німеччини та Данії розробляються проекти побудови у ближньому майбутньому тунелю через протоку Фемарн-бельт. Коли тунель будуть збудовані, поромний термінал планується закрити.

## Галерея

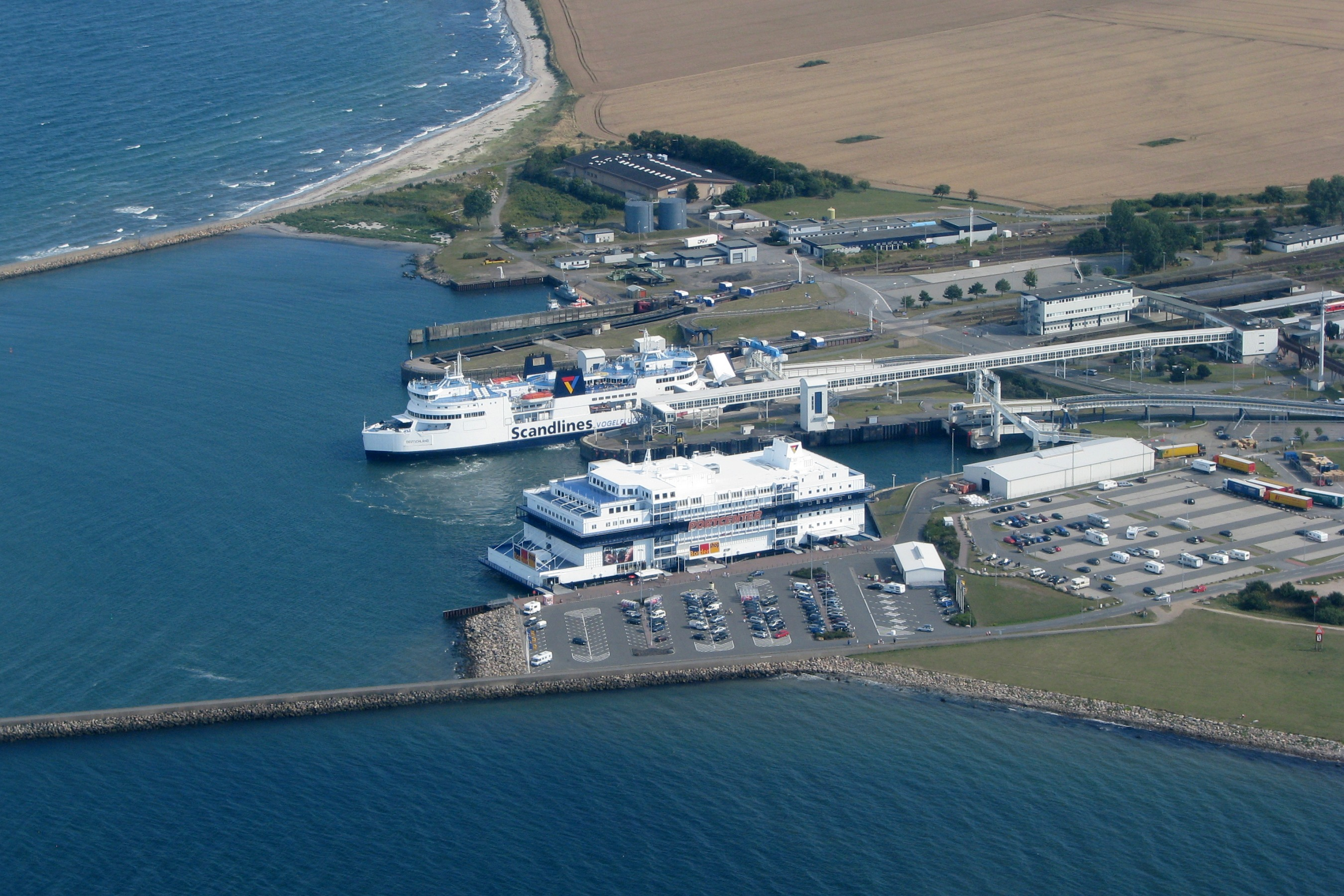
порт Путтгарден
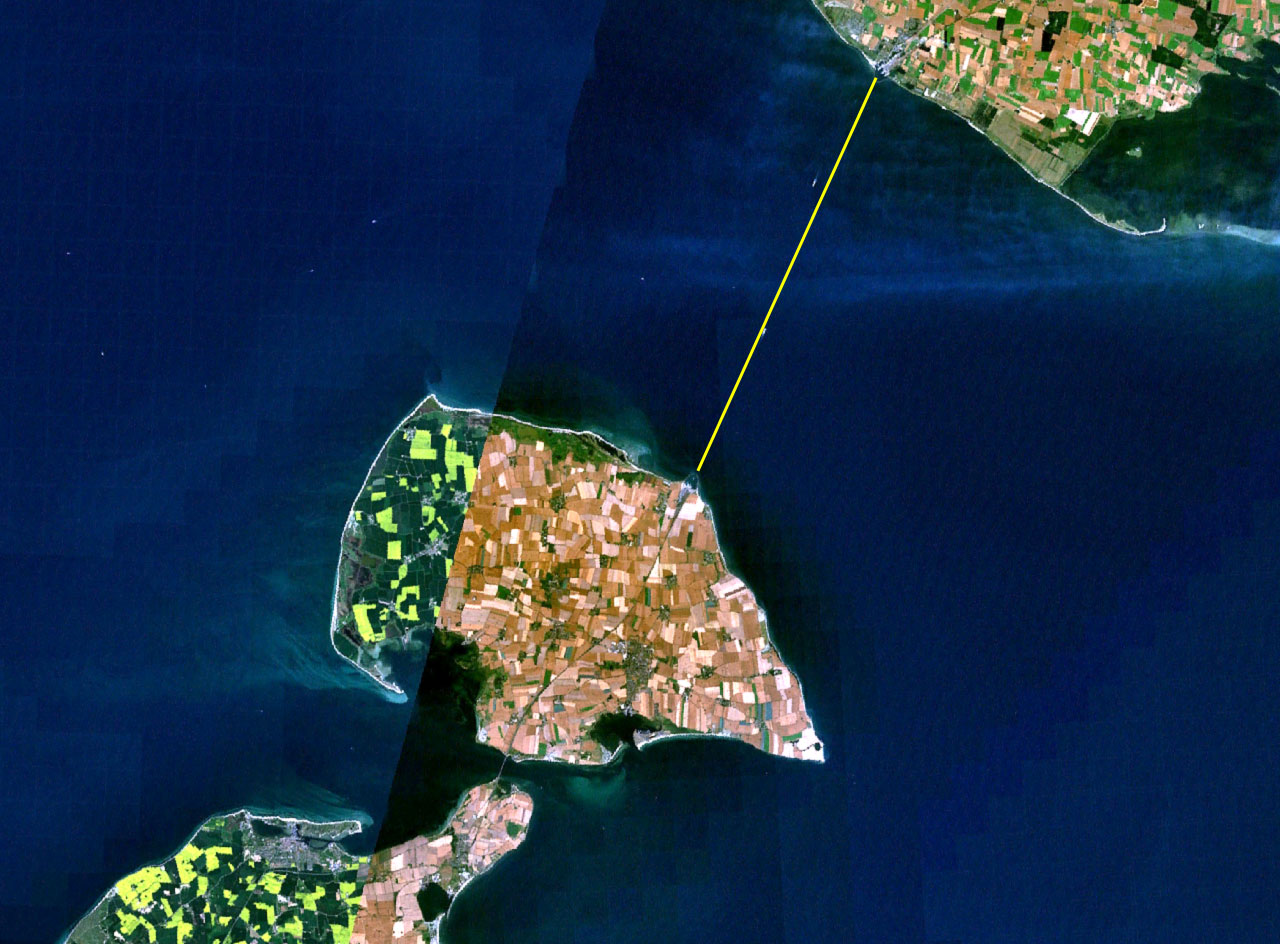
поромна переправа із супутника
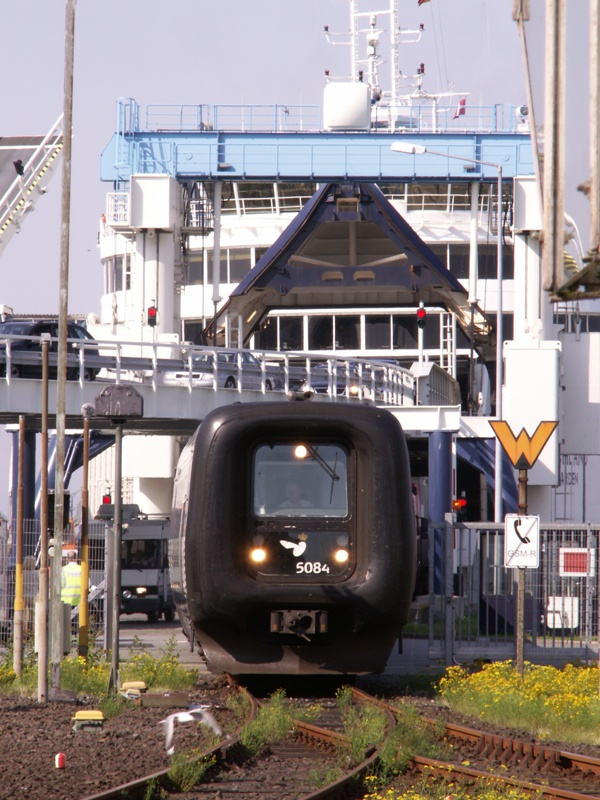
потяг заїжджає до порома
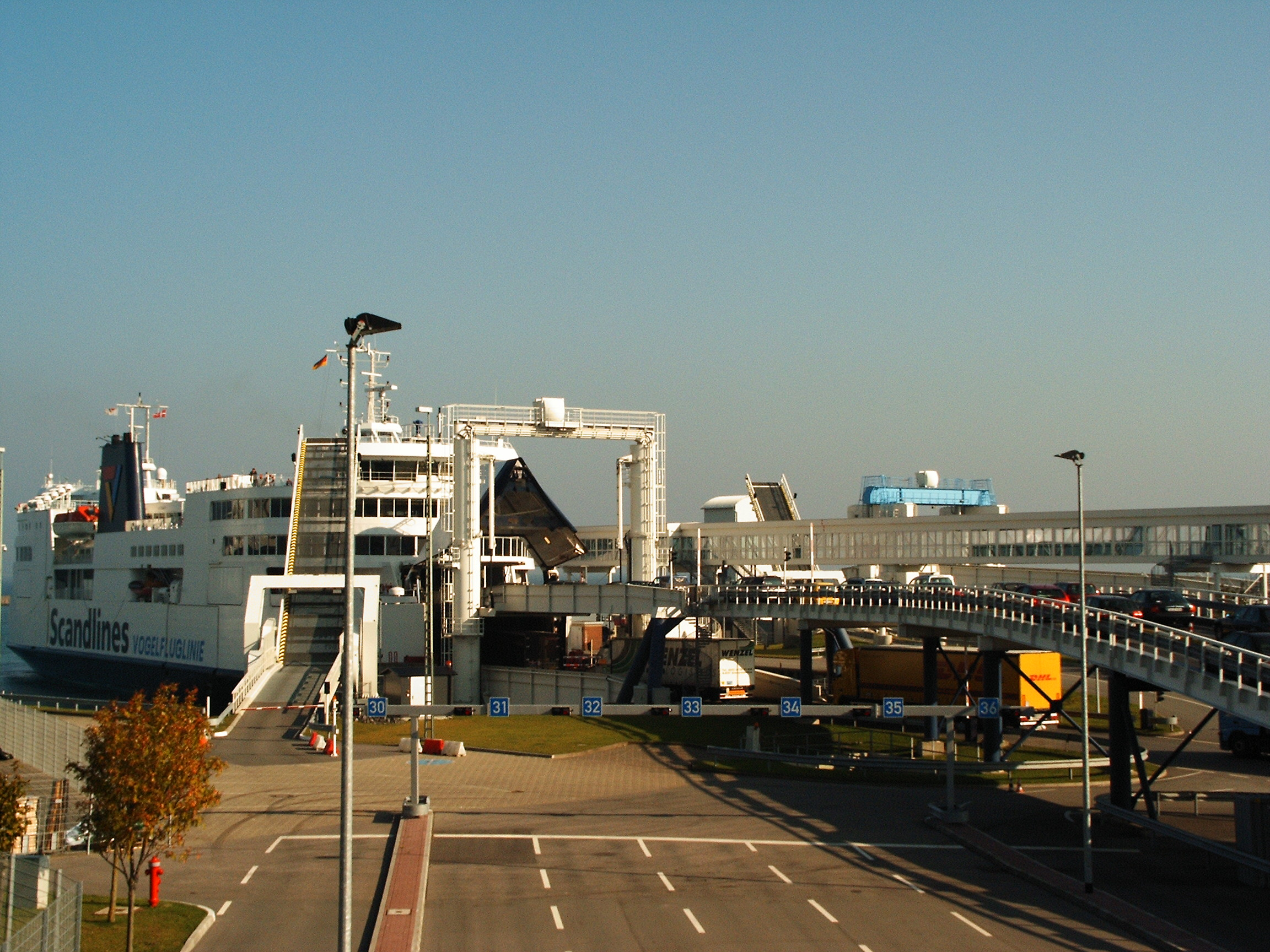
термінал